# 婚飞
婚飞某些昆虫交配时的群集飞行行为，常见于蚂蚁、白蚁、蜜蜂。此外，蜉蝣、石蛾、石蝇以及许多较为低等的双翅目昆虫都具有婚飞的群体繁殖行为。

## 白蚁
有翅型 （alate）白蚁会在一年中的某些特定时间出现进行婚飞。他们会倾巢而出，靠飛行進行長距離移動，交配後建立新群體，成為創始蟻王蟻后。蟻后負責產卵，蟻王負責讓卵受精。

## 蚂蚁

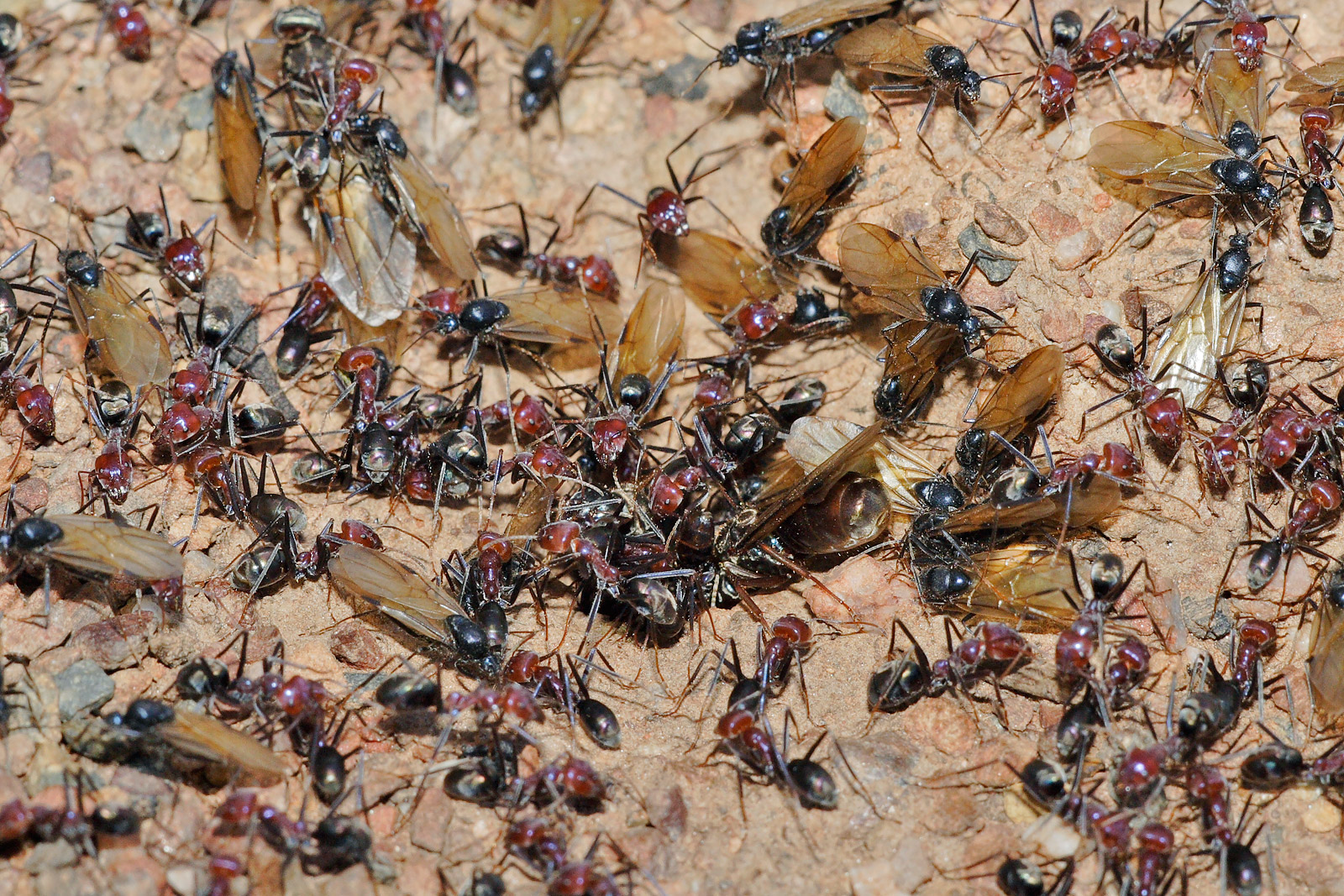
蟻窩外準備婚飛的有翅蟻

有翅螞蟻會爬出蟻窩並且在空中進行婚飛。同種螞蟻會選在同一時刻進行婚飛，雌蟻會飛行大段距離，和多隻雄蟻進行交配。交配过程中，雄蟻會將精子放入至雌蟻的受精囊中。在交配過後，雄蟻即死去，而雌蟻會去尋找適合製作蟻窩的地點，一旦找到地點後，雌蟻的翅膀就會脫落。

## 蜜蜂
蜂后出房后五六天会远离母巢来到一个雄蜂聚集地进行交配飞行，它会与数只雄蜂进行交配然后返回。雄蜂则在交配之后死去。

## 蜉蝣
春夏两季，从午后至傍晚，成群的蜉蝣雄虫会进行“婚飞”，雌虫独自飞入群中与雄虫配对。

## 双翅目
婚飞在双翅目的多个类群中普遍存在，如长角亚目的蚊、蚋、蠓，及短角亚目的虻、蝇等。在婚飞中进行交配，促成远缘繁殖。